# Sástago
Sástago là một đô thị ở tỉnh Zaragoza, Aragon, Tây Ban Nha. Theo điều tra dân số 2004 của Viện thống kê Tây Ban Nha (INE), đô thị này có dân số là 1.307 người. Diện tích đô thị này là 301 ki-lô-mét vuông. Đô thị này nằm ở độ cao m trên mực nước biển.

## Biến động dân số
| 1991 |  | 1996 |  | 2001 |  | 2004 |
| ---- |  | ---- |  | ---- |  | ---- |
| 1674 |  | 1510 |  | 1389 |  | 1307 |